# Algeriets ambassad i Stockholm
Algeriets ambassad i Stockholm (även Algeriska ambassaden) är Algeriets beskickning i Sverige. Ambassadör sedan 2021 är Abdelaziz Djerad. Ambassaden upprättades 1966. Diplomatkoden på beskickningens bilar är AC.

## Fastigheter
Ambassaden är belägen på Danderydsgatan 3–5 i stadsdelen Östermalm i Stockholm. Fastigheten, Näktergalen 39, uppfördes 1924–1926 efter ritningar av arkitekterna H Westergren (fasad) och Axel Adling (planer). Mellan 1966 och 1967 låg ambassaden på Storgatan 18.

## Beskickningschefer
| Namn                    | Period    | Funktion   |
| ----------------------- | --------- | ---------- |
| Aziz Gacene             | 1963–???? | Ambassadör |
| Abdelkrim Ahmed Chitour | 1979–???? | Ambassadör |
| Smail Hamdani           | 1983–???? | Ambassadör |
| ?                       | ????–2009 | Ambassadör |
| Fatah Mahraz            | 2009–2014 | Ambassadör |
| Kerma Ahcene            | 2015–2021 | Ambassadör |
| Abdelaziz Djerad        | 2021-     | Ambassadör |